# The Brethren of the Long House
The Brethren of the Long House è il nono album in studio del gruppo heavy metal statunitense Riot, pubblicato nel 1995 in Giappone e poi nel 1996 nel resto del mondo.

## Tracce
1. Intro/The Last of the Mohicans (Trevor Jones) - 1:41
2. Glory Calling (Mike DiMeo, Mark Reale) - 5:11
3. Rolling Thunder (DiMeo, Mike Flyntz) - 3:56
4. Rain (DiMeo, Reale) - 4:58
5. Wounded Heart (DiMeo, Reale) - 3:56
6. The Brethren of the Long House (DiMeo, Flyntz) - 5:24
7. Out in the Fields (Gary Moore) - 4:03
8. Santa Maria (DiMeo, Reale) - 3:50
9. Blood of the English (DiMeo, Reale) - 5:49
10. Ghost Dance (DiMeo, Reale, Flyntz, Pete Perez, Bobby Jarzombek) - 5:35
11. Shenandoah (traditional) - 3:57
12. Holy Land (DiMeo, Reale) - 4:47
13. The Last of the Mohicans (Reprise) (Jones) - 6:26
14. Sailor (bonus track dell'edizione statunitense del 1999) - 6:16

## Formazione
- Mike DiMeo - voce
- Mark Reale - chitarra
- Mike Flyntz - chitarra
- Pete Perez - basso
- John Macaluso - batteria